# من و دبورا
من و دِبورا، فیلمی به کارگردانی و نویسندگی سید ضیاءالدین درّی محصول سال ۱۳۸۴ است. این فیلم به دلیل اختلافات مدیران وقت صدا و سیما و سازمان سینمایی از برنامه جشنواره فجر ۱۳۸۵ و اکران سینمایی خارج شد و مراحل نهایی فنی آن ناقص ماند تا اینکه نوید دری (فرزند تهیه کننده و کارگردان) پس از ۱۴سال تدوین را تکمیل کرد و آن را به جشنواره بین الملل فجر ۱۴۰۰ رساند 

## خلاصه داستان
کیفِ زنی آمریکایی به نام دِبورا را دو کیف‌ربا می‌دزدند و یک ایرانی، که استاد دانشگاه و عضو یونسکو است، او را یاری می‌دهد تا کیفش را بیابد….